# Luzay
Luzay är en kommun i departementet Deux-Sèvres i regionen Nouvelle-Aquitaine i västra Frankrike. Kommunen ligger i kantonen Saint-Varent som tillhör arrondissementet Bressuire. År 2022 hade Luzay 621 invånare.

## Befolkningsutveckling
Antalet invånare i kommunen Luzay
| Referens: INSEE |